# یاسومی اومتسو
یاسومی اومتسو (انگلیسی: Yasuomi Umetsu؛ زادهٔ ۱۹ دسامبر ۱۹۶۰) پویانما، کارگردان فیلم اهل ژاپن است.